# 瀑布灣公園
瀑布灣公園（英語：Waterfall Bay Park）是香港的一個公園，位於香港島西南的瀑布灣，鄰近華富邨，由康樂及文化事務署管理。公園裡可遠眺東博寮海峽及南丫島的景色。

## 歷史

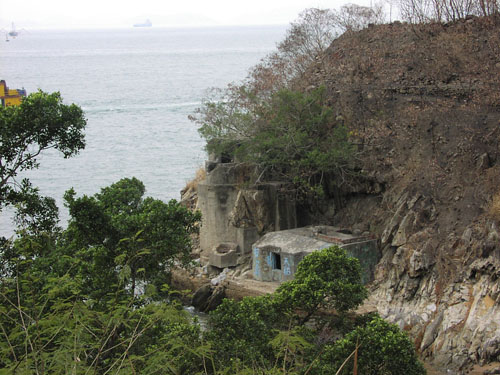
公園附近的戰時碉堡

瀑布灣公園在1976年隨著華富邨的工程而建立。
公園的北部有一道天然瀑布，水源自薄扶林水塘。該瀑布曾有「鼇洋飛瀑」和「扶林飛瀑」的美譽（見新安八景和香港八景）。
西北部的石灘附近有一座被棄置的碉堡，傳聞日本皇軍曾經在這處屠殺平民及抵抗日本的游擊隊隊員。

## 設施
- 燒烤爐
- 殘疾人士洗手間
- 足健徑（石春路）

## 禁煙安排
此場地全面禁煙。